# Jonathan Edwards (atleta)
Jonathan David Edwards (Londres, Inglaterra, 10 de mayo de 1966) es un exatleta británico especialista en triple salto. Ganó la medalla de oro en los Juegos Olímpicos de Sídney 2000, y tiene la plusmarca mundial de la especialidad con 18,29 m desde 1995. Actualmente conduce las elecciones de sedes de los Juegos Olímpicos. Mide 1,82 m y pesa 73 kg. Está graduado en Física por la Universidad de Durham. Actualmente vive en Newcastle con su esposa Allison y sus hijos Samuel y Nathan.

## Vida

### Inicios
Con 22 años participó en los Juegos Olímpicos de Seúl 1988, en los que no pudo pasar de la fase de calificación, acabando en el puesto 23.º con una muy discreta marca de 15,88 m, pese a que poco antes de los Juegos había saltado en Newcastle, Inglaterra, 16,74 m, casi un metro más. 
En 1989 consiguió por fin pasar de los 17 metros, y en la Copa del Mundo de Barcelona obtuvo una meritoria tercera posición con 17,28 m.
En 1990 su mejor resultado fue la medalla de plata en los Juegos de la Commonwealth de Auckland, Nueva Zelanda, con 16,93 m.
Debido a sus fuertes creencias cristianas había renunciado a competir los domingos, lo cual le costó no participar en los Campeonatos del Mundo de Tokio en 1991. Esto recordaba el famoso caso de Eric Liddell en los Juegos Olímpicos de París 1924, dramatizado en la película Chariots of Fire.
Ese año había hecho su mejor marca saltando 17,49 m, la 8.ª marca mundial del año.
Participó en los Juegos Olímpicos de Barcelona 1992, en lo que eran sus segundos Juegos, pero al igual que en Seúl no pudo pasar la fase de calificación y quedó en el puesto 35º con una mala marca de 15,76 m. Sin embargo, tras los Juegos consiguió un gran resultado en la Copa del Mundo disputada en La Habana, donde venció con 17,34 m, la 7.ª mejor marca mundial de ese año.
En 1993 cambió finalmente su manera de pensar respecto a competir los domingos, después de discutirlo mucho con su padre, que era pastor anglicano, y aceptó competir en ese día si era necesario. Precisamente en los Campeonatos del Mundo de Stuttgart de ese año la fase de calificación se celebraba un domingo. Gracias a su decisión pudo competir y finalmente ganó la medalla de bronce, su primera medalla en un gran evento, y haciendo además su mejor marca personal, con 17,44 m.
En 1994 consiguió la medalla de plata en los Juegos de la Commonwealth disputados en Victoria (Canadá), con una marca de 17,00 m, repitiendo el puesto de cuatro años antes en Auckland. 
En los Campeonatos de Europa de Helsinki de ese año decepcionó y solo pudo ser 6.º con 16,85 m. Su mejor salto del año lo hizo en Sheffield poco antes de los Europeos y fue de 17,39 m, la 8.ª marca mundial del año.

### Plusmarquista mundial
Nada hacía presagiar que en 1995, ya con 29 años, iba a producirse su despegue hacia cotas nunca antes vistas en esta especialidad. Sin embargo, ese año no perdió ninguna competición y el 18 de julio, en una competición celebrada en Salamanca, sorprendió volando hasta 17,98 m, un centímetro más que la vieja plusmarca mundial del estadounidense Willie Banks de 17,97 m, hecho en 1985.
En el Campeonato del Mundo de Gotemburgo ese mismo verano, hizo la mayor proeza en la historia del triple salto, batiendo en el lapso de apenas diez minutos dos veces la plusmarca mundial, pasando por primera vez de los 18 metros. Primero voló hasta 18,16 m y luego hasta 18,29 m. Con esto se llevó la medalla de oro y la mayor ovación del campeonato. El 25 de junio de 1995 consiguió, en la Copa de Europa de Lille, el salto más largo registrado en la historia, con 18,43 m, aunque el excesivo viento favorable anuló la marca. 
Esta hazaña le convirtió en un ídolo en su país. Fue elegido deportista británico del año, personalidad deportiva del año por la BBC, y la IAAF le nombró atleta del año.
En 1996 era, de largo, el favorito para llevarse la medalla de oro olímpica en los Juegos de Atlanta. Sin embargo, ese día no pudo saltar más de 17,88 m, una gran marca que normalmente le habría valido el oro, pero ese día se vio superado por el estadounidense Kenny Harrison, que saltó 18,09 m, una nueva plusmarca olímpica y plusmarca de Estados Unidos. Jonathan Edwards se quedó con la plata.
En 1997 pretendía resarcirse en los Campeonatos del Mundo de Atenas, pero se encontró con otro duro rival, el cubano Yoelvis Quesada, que le relegó otra vez a la plata.
En 1998 consiguió de nuevo recobrar la hegemonía mundial perdida y fue un año muy brillante para él, pues se proclamó campeón de Europa tanto en pista cubierta en Valencia, como al aire libre en Budapest. Además, el 9 de julio en Oslo logró pasar otra vez la barrera de los 18 metros (18,01 m), algo que no conseguía desde 1995, el año de su marca. Con esta marca volvió a liderar el escalafón mundial.
En los mundiales de Sevilla 1999 sufrió otra decepción, pues era el gran favorito para el oro y finalmente solo acabó 3.º con 17,48 m, siendo derrotado por dos rivales en apariencia muy inferiores, el alemán Charles Michael Friedek (oro) y el búlgaro Rostislav Dimitrov (plata).

### Campeón olímpico
Parecía que tras el relativo fracaso de Atlanta 1996, su oportunidad para ganar un oro olímpico ya había pasado. Llegó a los Juegos Olímpicos de Sídney 2000 con 34 años, siendo uno de los competidores más veteranos. 
En la final, celebrada el 25 de septiembre, saltó 17,71 m, imponiéndose con una amplia ventaja sobre sus rivales, el cubano Joel García (plata con 17,47 m) y el ruso Denis Kapustin (bronce con 17,46 m). Con esta victoria se convertía ya, sin ninguna duda, en el mejor saltador de triple salto de la historia, habiéndolo ganado prácticamente todo en esta especialidad.
En 2001, tras haber sido plata en los mundiales de pista cubierta de Lisboa, consiguió ganar su segundo título de campeón del mundo al aire libre en Edmonton, venciendo sin dificultad al joven sueco Christian Olsson con un salto de 17,92 m, la mejor marca mundial de año. El sueco Olsson estaba llamado a ser su sucesor en el dominio de esta prueba cuando Edwards se retirara.
En los Juegos de la Commonwealth de Mánchester 2002 pudo por fin ganar el oro en su prueba, tras haber sido plata en las ediciones de 1990 y 1994, con un gran salto de 17,86 m, liderando de nuevo el escalafón mundial del año por 5.ª y última vez en su carrera. Este fue el último gran triunfo de su brillante carrera deportiva. 
En los Campeonatos de Europa de Múnich de ese mismo verano, fue 3.º con una marca discreta de 17,32 m, lejos del campeón sueco Christian Olsson.
Ya con 37 años, en 2003 puso punto final a su carrera. Su despedida tuvo lugar en los mundiales al aire libre de París, donde disputó la final, y acabó lesionado y clasificado en última posición.

## Resultados

### Competiciones
- Copa del Mundo de Barcelona 1989 - 3.º (17,28)
- J. de la Commonwealth de Auckland 1990 - 2.º (16,93w)
- Copa del Mundo de La Habana - 1.º (17,34)
- Mundiales indoor de Toronto 1993 - 6.º (16,76)
- Mundiales de Stuttgart 1993 - 3.º (17,44)
- J. de la Commonwealth de Victoria 1994 - 2.º (17,00)
- Europeos de Helsinki 1994 - 6.º (16,85)
- Mundiales de Gotemburgo 1995 - 1.º (18,29 PM)
- Juegos Olímpicos de Atlanta 1996 - 2.º (17,88)
- Mundiales de Atenas 1997 - 2.º (17,69)
- Europeos indoor de Valencia 1998 - 1.º (17,43)
- Europeos de Budapest 1998 - 1.º (17,99)
- Mundiales de Sevilla 1999 - 3.º (17,48)
- Juegos Olímpicos de Sídney 2000 - 1.º (17,71)
- Mundiales indoor de Lisboa 2001 - 2.º (17,26)
- Mundiales de Edmonton 2001 - 1.º (17,92)
- J. de la Commonwealth de Mánchester 2002 - 1.º (17,86)
- Europeos de Múnich 2002 - 3.º (17,32)
- Copa del Mundo de Madrid 2002 - 1.º (17,34)
- Mundiales indoor de Birmingham 2003 - 4.º (17,19)

### Progresión
- 2003 - 17,61
- 2002 - 17,86
- 2001 - 17,92
- 2000 - 17,71
- 1999 - 17,52
- 1998 - 18,01
- 1997 - 17,74
- 1996 - 17,88
- 1995 - 18,29 (PM)
- 1994 - 17,39
- 1993 - 17,44
- 1992 - 17,34
- 1991 - 17,43
- 1990 - 16,51
- 1989 - 17,28
- 1988 - 16,74
- 1987 - 16,35
- 1986 - 16,05
- 1985 - 15,09
- 1984 - 14,87
- 1983 - 13,84
- 1982 - 11,24